# Bán manh
Bán manh (hemianopsia) là tình trạng mất thị lực hoặc mù một nửa trường thị giác (thị trường), không vượt qua đường giữa. Tuy nhiên, thuật ngữ "Bán manh" trong tiếng Việt ngoài chỉ tình trạng mất một nửa thị trường (hemianopsia) còn có thể dùng cho trường hợp mất một phần tư thị trường (quadrantanopia) của cả hai mắt.
Nguyên nhân phổ biến nhất của tổn thương này là đột quỵ, u não và chấn thương.
Bài viết này chỉ đề cập đến bán manh vĩnh viễn, không nhắc đến trường hợp bán manh tạm thời hoặc có sự dịch chuyển thị trường bị mù như William Wollaston đã xác định vào năm 1824. Bán manh tạm thời có thể gặp phải trong trường hợp bị migraine có aura (đau nửa đầu có tiền triệu).

## Từ nguyên học
Trong tiếng Anh, từ hemianopsia có nguồn gốc từ Hy Lạp, trong đó:
- hemi nghĩa là "một nửa",
- an nghĩa là "không có",
- opsia nghĩa là "nhìn thấy".

## Các loại bán manh

### Bán manh đồng danh

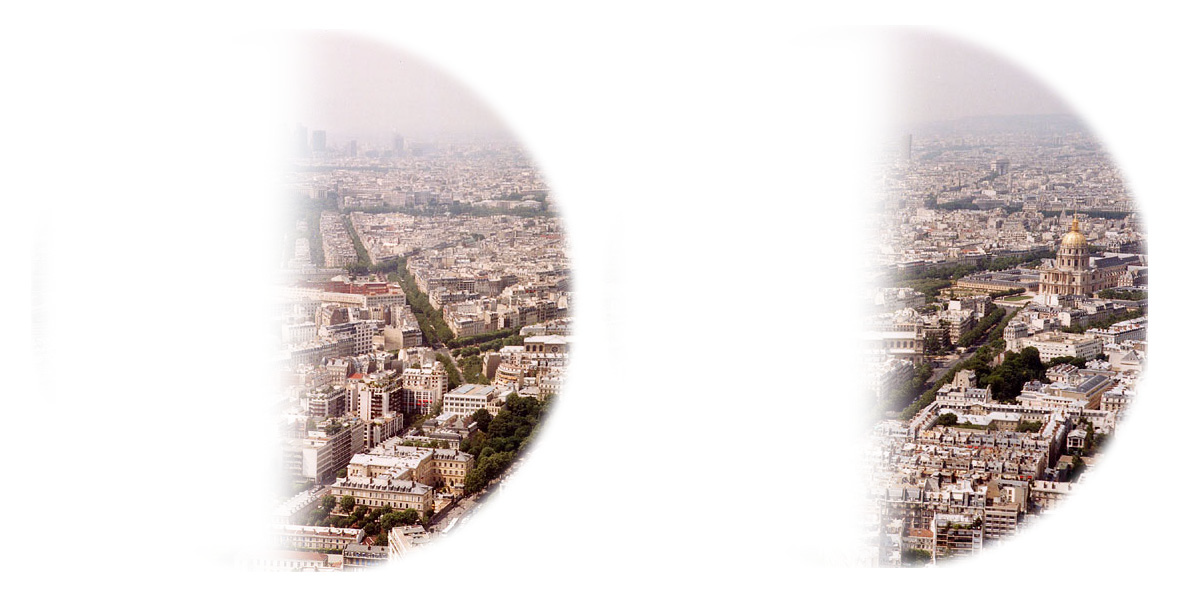
Ảnh Paris ở bệnh nhân bán manh đồng danh bên trái

Bán manh đồng danh là mất một nửa trường thị giác cùng một bên ở cả hai mắt. Những hình ảnh ở bên phải của cả 2 mắt là do não trái chi phối, trong khi những hình ảnh ở bên trái thì lại là do não phải chi phối. Do đó, tổn thương phía bên phải của phần sau não hoặc tổn thương dải thị giác bên phải có thể gây mất thị trường bên trái ở cả hai mắt. Tương tự như vậy, tổn thương phía bên trái của phần sau não hoặc tổn thương dải thị giác bên trái có thể gây mất thị trường bên phải ở cả hai mắt.

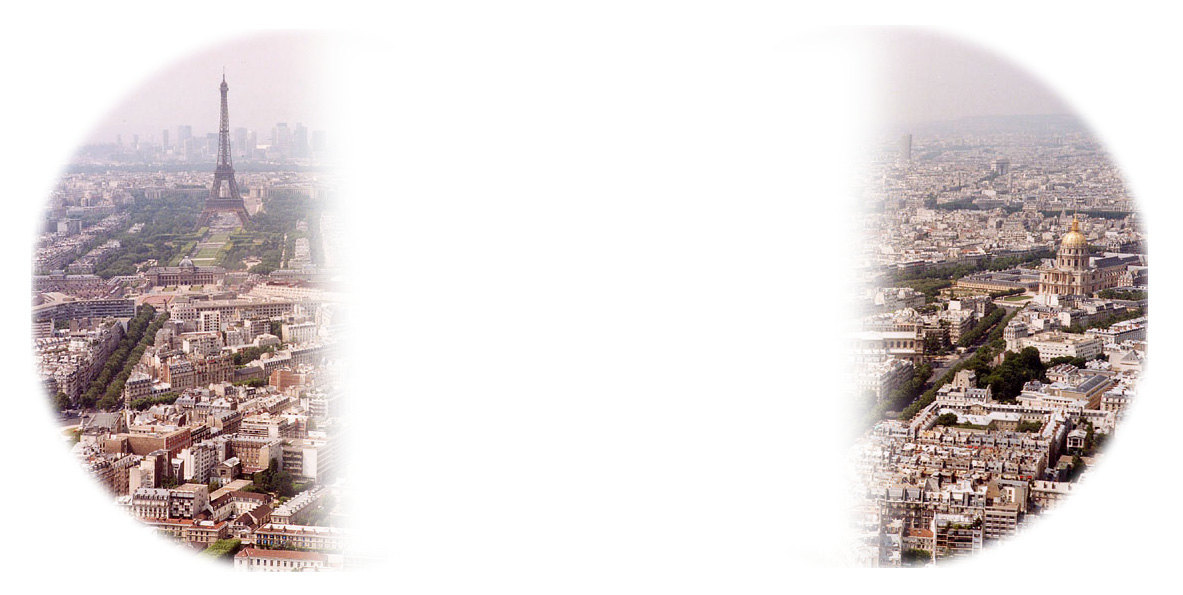
Ảnh Paris ở bệnh nhân bán manh phía mũi hai bên

### Bán manh thái dương hai bên và bán manh phía mũi hai bên

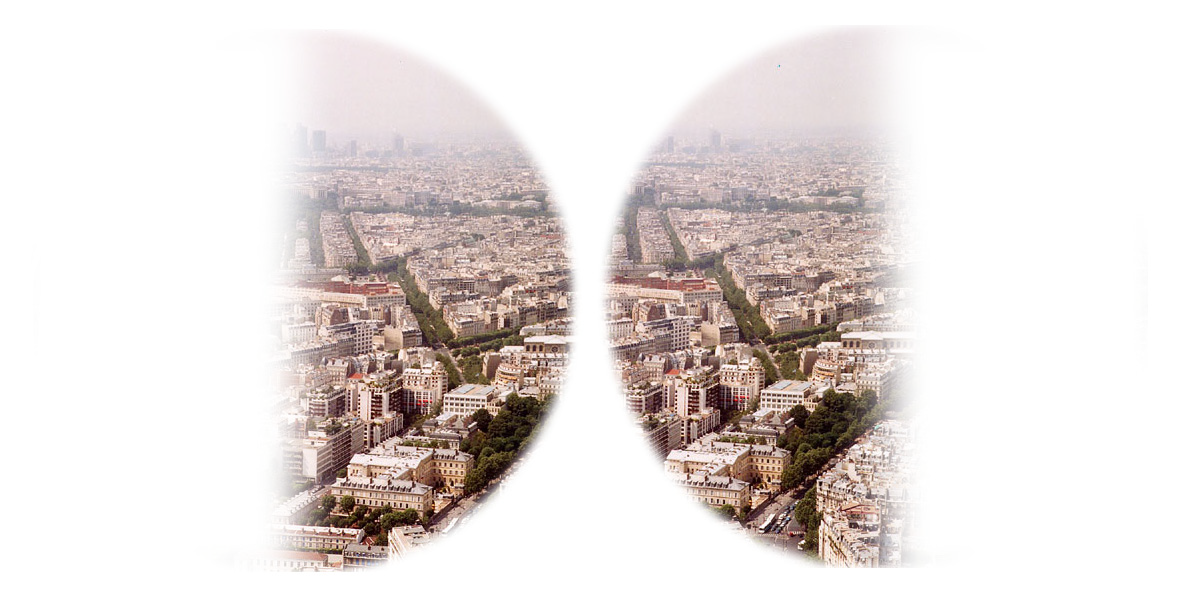
Ảnh Paris ở bệnh nhân bán manh thái dương hai bên

Bán manh thái dương hai bên (bitemporal hemianopsia) và bán manh phía mũi hai bên (binasal hemianopsia) là mất một nửa trường thị giác ở các phía khác nhau ở cả hai mắt.

### Các loại khác
- Khuyết nửa thị trường phía trên: nửa trên của thị trường bị ảnh hưởng, có thể do khối u bắt đầu chèn ép phần dưới của giao thoa thị giác, điển hình là khối u từ tuyến yên .
- Khuyết nửa thị trường phía dưới: nửa dưới của thị trường bị ảnh hưởng, có thể do khối u bắt đầu chèn ép phần trên của giao thoa thị giác, điển hình là u sọ hầu .

### Bán manh góc phần tư

Bán manh góc phần tư trên bên phải

Bán manh góc phần tư (quadrantanopsia hoặc quadrantic hemianopsia) là giảm thị lực hoặc mù ở một phần tư trường thị giác. Một phần tư cụ thể của tình trạng mất thị lực phụ thuộc vào vị trí của tổn thương não là thái dương hay đỉnh và bên tổn thương. Ví dụ, một tổn thương ở thùy thái dương bên phải gây tổn thương tia thị giác sẽ có hậu quả là bán manh góc phần tư trên bên trái.

## Quên nửa người
Quên nửa người (quên không gian một bên) khác với bán manh ở chỗ đây là triệu chứng thiếu hụt sự chú ý, chứ không phải là tổn thương thị giác thực thể. Không giống như những bệnh nhân bị bán manh, những người bị quên nửa người không gặp khó khăn khi nhìn nhưng họ bị suy giảm khả năng tham gia và xử lý thông tin thị giác mà họ nhận được. Bệnh nhân quên nửa người còn có thể quên cả kích thích thính giác, xúc giác và thậm chí có thể khiến bệnh nhân không nhận thức được một nửa cơ thể của mình.
Ellis và Young (1998) nhận thấy rằng triệu chứng quên nửa người cũng có thể ảnh hưởng đến khả năng định hướng bản đồ trong tiềm thức của bệnh nhân. Tức là nếu bệnh nhân được yêu cầu tưởng tượng mình đang đứng ở một địa điểm quen thuộc và gọi tên các tòa nhà xung quanh, họ sẽ bỏ qua việc gọi tên các tòa nhà ở phía bị "lãng quên" nhưng sẽ có thể gọi tên các tòa nhà đó khi được yêu cầu quay mặt về hướng ngược lại.
Một số bệnh nhân quên nửa người cũng có thể mắc bán manh, tuy nhiên cả hai thường xảy ra độc lập với nhau.

## Điều trị
Một số dạng bán manh có thể được điều trị bằng cách lặp đi lặp lại các kích thích đa giác quan do quá trình tích hợp đa giác quan xảy ra ở gò trên.
Can thiệp bằng phẫu thuật được chứng minh là cải thiện một số dạng bán manh nhất định do tổn thương não có nguyên nhân gọi là là hiệu ứng Sprague .

## Sách
- O'Neill, E., O'Connor, J., Brady, J., Reid, I., and Logan, P. Prism Therapy and Visual Rehabilitation in Homonymous Visual Field Loss.  2011 Optometry and Vision Science, Vol. 88, No 2 February 2011.
- Giorgi, RG., Woods, RI., Peli, E. Clinical and Laboratory Evaluation of Peripheral Prism Glasses for hemianopsia. Optometry and Vision Science 2009; 86: 492-502.